# Jordi Olivé i Salvador
Jordi Olivé i Salvador (Alforja, Baix Camp, 1929-2013) fou un fotògraf català.

## Biografia
Va fer els seus primers passos en el camp de la fotografia el 1957 juntament amb el seu amic Josep Fuster, amb el qual va crear la Agrupació Fotogràfica d'Alforja. Admirador del fotògraf francès Daniel Masclet, va aprendre la tècnica fotogràfica llegint revistes franceses de fotografia. En l'entorn intel·lectual en el qual va començar a moure's va conèixer a José María Ribas i Prous, amb el qual va entaular una gran amistat. Interessat per la música, en 1971 va deixar de fotografiar durant un temps per a ingressar en el Conservatori Superior Municipal de Barcelona. Des de llavors, es va dedicar a l'ensenyament fotogràfic i musical, conreant a més la pintura de manera aficionada.
Atret per la simplicitat dels fets més intranscendents, les seves instantànies retraten els diferents aspectes de la vida quotidiana de la seva ciutat natal així com als personatges del seu entorn, positivant les seves obres personalment. Aquestes han servit de testimoniatge d'una època humil, marcada per la repressió i l'emigració.
A principis dels anys 80 va presentar l'exposició El vent que passa en el marc de la Primavera Fotogràfica de Catalunya on el recolzarien personalitats com Joan Fontcuberta o David Balcells del Museu Nacional d'Art de Catalunya. Amb aquest mateix treball va acudir al Mois de la Photo a París en 1984 i a Visa pour l'Image a Perpinyà, el 1985. El 2011 va realitzar una selecció de 106 instantànies dels anys 70, la seva època més fecunda i constant, i la va reunir en la mostra Selecció final... El vent que passa II, que va poder veure's en el Centre de la Imatge Mas Iglesias (CIMIR) de Reus.
Ha estat autor seleccionat en la mostra Temps de silenci, un panorama de la fotografia espanyola dels anys 1950-60, organitzada pel Departament de Cultura de la Generalitat de Catalunya i presentada en el Centre d'Art Santa Mònica de Barcelona, així com al Palais Tòquio de París, seu de la Mission du Patrimoine Photographique del Ministeri de Cultura francès. Va morir el 2013.

## Exposicions rellevants
- Guadalajara, seu de la Sociedad Fotográfica
- Palau Tokio de París
- 2011 - Reus Selecció Final... -El vent que passa II-[3]

## Premis i reconeixements
- 2008 - Fill illustre de Reus.[4]
- Va obtenir la Medalla Puigcerver els anys 1957, 1958, 1966, 1971 i 1975 i la Medalla Gaudí en 1963. Posseeix obra en la col·lecció permanent del Museu Nacional d'Art de Catalunya a Barcelona, gràcies a una donació de la Agrupació Fotogràfica de Reus en 2001.[5]